# كأس العرش للسيدات
كأس العرش للسيدات أو كأس المغرب النسوي هي بطولة في رياضة كرة القدم تبناها الجامعة الملكية المغربية لكرة القدم وتجمع الأندية المغربية الذين يلعبون بنظام خروج المهزوم حتى يصل فريقان للمباراة النهائية. وهو يعادل كأس العرش المغربي للرجال. الفائز بنسخة 2023-2024 هو نادي الجيش الملكي للسيدات للمرة الثانية عشر.
يعتبر نادي الجيش الملكي للسيدات النادي الأكثر تتويجا بلقب كأس العرش ب 12 ألقاب كرقم قياسي.

## سجل الأبطال
| فريق                   | بطل | سنوات البطل                                                            | الوصافة                      |
| ---------------------- | --- | ---------------------------------------------------------------------- | ---------------------------- |
| الجيش الملكي للسيدات   | 12  | 2013، 2014، 2015، 2016، 2017، 2018، 2019، 2020، 2021، 2022، 2023، 2024 |                              |
| شباب أطلس خنيفرة       | 2   | 2011، 2012                                                             | 2009، 2014، 2019             |
| الرجاء الرياضي         | 1   | 2010                                                                   |                              |
| يوسفية برشيد           | 1   | 2009                                                                   |                              |
| النادي البلدي العيون   | -   |                                                                        | 2011، 2012، 2015، 2016، 2023 |
| الوداد الرياضي         | -   |                                                                        | 2013، 2024                   |
| نادي طانطان            | -   |                                                                        | 2010                         |
| نادي أسفي              | -   |                                                                        | 2017                         |
| أطلس 05 الفقيه بن صالح | -   |                                                                        | 2018                         |
| رجاء أيت إيعزة         | -   |                                                                        | 2020                         |
| سبورتينغ الدار البيضاء | -   |                                                                        | 2021                         |
| إتحاد بركان            | -   |                                                                        | 2022                         |

## أرقام من كأس العرش
- نادي الجيش الملكي أكتر نادي فوزا باللقب ب 12 مرة كرقم قياسي. فاز بلقبه الأول سنة 2013، وهو النادي الوحيد الذي حظي بشرف الاحتفاظ بكؤوس العرش بخزانته لفوزه باللقب عدة مرات متتالية.[3]

- النادي البلدي العيون أكتر نادي خسارة للنهائي بخمس نهائيات، أول نهائي لعبه كان سنة 2011.

- أربع أندية فقط من استطاعت التتويج ببطولة كأس العرش منذ بدايتها موسم 2008-2009.

## القنوات التلفزية الناقلة للبطولة

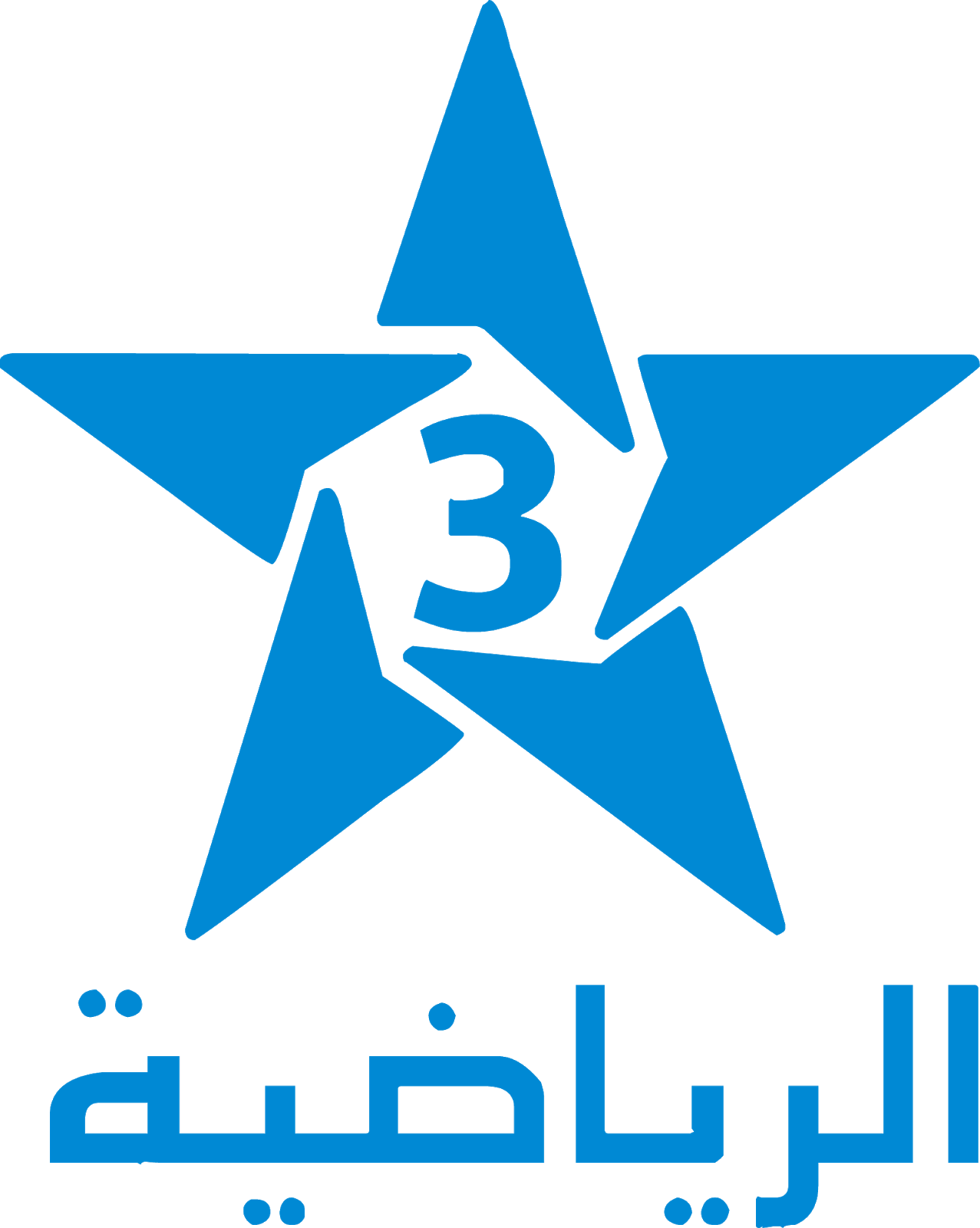
القناة الرياضية المغربية
القناة الأولى المغربية
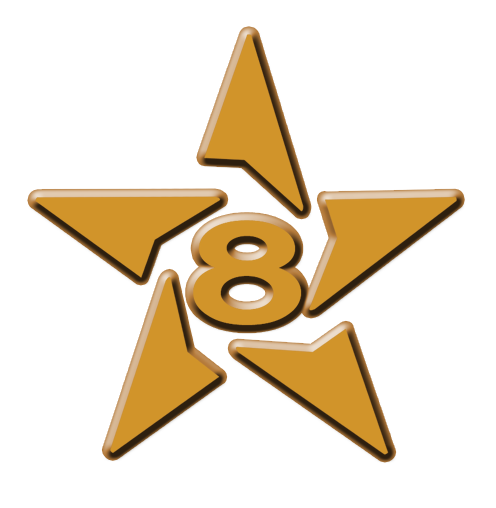
القناة الأمازيغية المغربية